# The Woman on the Beach
The Woman on the Beach is een Amerikaanse film noir uit 1947 onder regie van Jean Renoir. Het scenario is gebaseerd op de roman None So Blind van de Amerikaanse auteur Mitchell Wilson.

## Verhaal
Scott Burnett heeft een baantje bij de kustwacht in Californië. Hij staat bovendien op het punt om te trouwen. Op een dag leert hij op het strand echter de mooie Peggy kennen. Hij ontmoet ook haar man Tod, die ooit een groot schilder was maar tegenwoordig blind is door een auto-ongeluk. Scott voelt zich almaar meer aangetrokken tot Peggy.

## Rolverdeling
| Acteur           | Personage        |
| ---------------- | ---------------- |
| Joan Bennett     | Peggy            |
| Robert Ryan      | Scott            |
| Charles Bickford | Tod              |
| Nan Leslie       | Eve              |
| Walter Sande     | Otto Wernecke    |
| Irene Ryan       | Mevrouw Wernecke |
| Glen Vernon      | Kirk             |
| Frank Darien     | Lars             |
| Jay Norris       | Jimmy            |